# Nedre Enskogssjön
Nedre Enskogssjön är en sjö i Ljusdals kommun i Hälsingland och ingår i Ljusnans huvudavrinningsområde. Sjön har en area på 0,302 kvadratkilometer och ligger 216 meter över havet. Sjön avvattnas av vattendraget Enån.

## Delavrinningsområde
Nedre Enskogssjön ingår i det delavrinningsområde (687397-148217) som SMHI kallar för Utloppet av Nedre Enskogssjön. Medelhöjden är 277 meter över havet och ytan är 5,17 kvadratkilometer. Räknas de 27 avrinningsområdena uppströms in blir den ackumulerade arean 187,49 kvadratkilometer. Enån som avvattnar avrinningsområdet har biflödesordning 2, vilket innebär att vattnet flödar genom totalt 2 vattendrag innan det når havet efter 161 kilometer. Avrinningsområdet består mestadels av skog (84 procent). Avrinningsområdet har 0,34 kvadratkilometer vattenytor vilket ger det en sjöprocent på 6,7 procent.